# Route nationale 729
La route nationale 729 ou RN 729 était une route nationale française reliant Montmorillon à la RN 151bis. À la suite de la réforme de 1972, elle a été déclassée en RD 729.

## Ancien tracé de Montmorillon à la RN 151bis (D 729)
- Montmorillon
- Moulismes
- Adriers
- Abzac
- RN 151bis, commune de Saint-Germain-de-Confolens